# MusiCares
La Fundación MusiCares es una organización sin fines de lucro establecida en 1989 e incorporada en 1993 por la Academia Nacional de Artes y Ciencias de la Grabación. Destinado a que los músicos tengan un lugar al que recurrir en tiempos de crisis financiera, personal o médica, su objetivo principal es concentrar los recursos y la atención de la industria de la música en cuestiones de servicio humano que afectan directamente la salud y el bienestar de la comunidad musical. Los programas de la fundación incluyen asistencia financiera de emergencia, recuperación de adicciones, actividades de extensión y liderazgo y vivienda para personas mayores. MusiCares también ofrece clínicas de audición detrás del escenario en varios festivales importantes en los Estados Unidos para ayudar a los músicos a proteger sus oídos. Desde 1989, MusiCares ha distribuido más de $ 48 millones a artistas necesitados.
En septiembre de 2004, MusiCares adquirió el Programa de Asistencia a Músicos, un programa similar que ayuda a músicos necesitados, incluida la rehabilitación de drogas. MusiCares premia a los artistas discográficos con el "Premio a la Persona del Año", para felicitar a los músicos por sus logros artísticos en la industria de la música y su dedicación a la filantropía y con el "Premio Stevie Ray Vaughan", en honor a los músicos por su compromiso ayudando a otros en el proceso de recuperación de adicciones.

## Historia
Fundado por el veterano músico y activista de recuperación de adicciones Buddy Arnold el evento se llamó originalmente Premios del Programa de Asistencia de Músicos (MAP). Eric Clapton fue honrado con el primer Premio Stevie Ray Vaughan del Programa de Asistencia a Músicos (MAP) el 2 de noviembre de 1999. En 2004, MusiCares adquirió MAP y fusionó los dos programas bajo la bandera de MusiCares. El concierto benéfico del Fondo Musicares MAP 2010 celebró a Women In Recovery y honró a la ex primera dama estadounidense Betty Ford y al Centro Betty Ford. Susan Ford Bales aceptó el premio del Fondo MusiCares MAP en nombre de su madre.
El concierto benéfico del Fondo Musicares MAP 2010 celebró a Women In Recovery y honró a la ex primera dama estadounidense Betty Ford y al Centro Betty Ford. Susan Ford Bales aceptó el premio del Fondo MusiCares MAP en nombre de su madre.

### MusiCares From the Heart Award
El Premio MusiCares From the Heart se otorga a los artistas por su amistad incondicional y dedicación a la misión y los objetivos de la organización durante el Concierto de Beneficios del Fondo MusiCares MAP. El primer destinatario fue Goldenvoice en memoria de Rick Van Santen.

### MusiCares COVID-19 Relief
El Fondo de ayuda MusiCares COVID-19 se estableció durante la Pandemia de enfermedad por coronavirus para proporcionar ayuda a los profesionales de la industria de la música que perdieron sus empleos como resultado de la pandemia. Comenzó cuando MusiCares y The Recording Academy donaron $ 1 millón. El fondo recibió donaciones de Amazon Music, Facebook, Sirius XM, Pandora Radio, Tidal, Spotify y YouTube Music.
Los solicitantes de socorro deben demostrar tres años de experiencia en la industria de la música. Pueden solicitar hasta $ 1,000. Los músicos están contribuyendo al fondo a través de donaciones directas, canciones, actuaciones y asociaciones. Los colaboradores incluyen a Josh Tillman, Dirty Projectors, Amanda Shires, Jason Isbell, Bandsintown, Troye Sivan, Alicia Keys, Blake Shelton y Yoshiki. Selena Gomez anunció que una parte de las ganancias de "Dance Again" se destinaría al fondo.